# MATURITY
『MATURITY』（マチュリティー）は、シンシア（南沙織）通算20枚目のオリジナルアルバム。1992年6月21日発売。発売元はソニーレコード。

## 解説
- CD帯コピー：歳月（とき）を美しくかさねて…
- 14年ぶりのシングル盤となった、通算29枚目のシングル「青空」（1992年5月21日）、30枚目のシングル「約束」（1993年3月21日）のカップリング曲「光る女」を含む、こちらも14年ぶり20枚目のオリジナルアルバム。
- 本アルバム発売の4か月前には、1970年代に発表したシングルの軌跡をまとめたコンプリートA面コレクション『南沙織ベスト Recall 〜28 SINGLES SAORI + 1〜』（1992年2月21日）が発売された。
- プロデューサーのひとりは酒井政利、カメラマンは篠山紀信、有馬三恵子と筒美京平のコンビによる楽曲も収録され、サポート・メンバーも現役当時の面々が名を連ねた。
- 同年11月21日にPV集『Cynthia Clips』が発売された。本アルバム収録曲である「青空」「光る女」「Still my life」の3曲を収録。2000年6月7日に発売された30周年CD-BOX『CYNTHIA ANTHOLOGY』で、1984年11月21日に発売されたPV集『Hello!Cynthia』とともに初DVD化されたが、「光る女」だけが欠落している（理由は不明）。
- 35周年CD-BOX『Cynthia Premium』に収納された紙ジャケット盤には、アルバム未収録であった29枚目のシングル「青空」と両A面の「ファンレター -SO GOOD SO NICE- （Remix version）」、31枚目のシングル「よろしく哀愁」（1994年5月21日）が収録された。
- CDパッケージでの生産は中止されており、音楽配信でのみ購入が可能である（2008年現在）。
- 2022年に『Art of Loving』とともに初アナログ化されSony Music Shopにて発売された。（今作のアナログ盤規格品番はDQJL-7141）[1]

## 収録曲

### オリジナル盤
1. 青空　
  - 作詞: 来生えつこ 、作曲: 都志見隆 、編曲: 萩田光雄

松下電工・エステ商品 イメージソング
2. 光る女　
  - 作詞: 阿久悠 、作曲: 井上大輔 、編曲: 萩田光雄

30thシングル「約束」のカップリング曲としてシングルカットされた。
3. FINESSE　
  - 作詞: 阿久悠 、作曲: 筒美京平 、編曲: 筒美京平・工藤隆

シンガー・南佳孝とのデュエット。
4. 帰らない夏　
  - 作詞: 売野雅勇 、作曲: 鈴木キサブロー 、編曲: 川村栄二
5. Beautiful day　
  - 作詞: 有馬三恵子 、作曲: 鈴木キサブロー 、編曲: 大谷幸
6. Marry me　
  - 作詞: Cynthia・吉田勝一 、作曲: 羽場仁志 、編曲: 大谷幸
7. 愛をかさねて　
  - 作詞: 来生えつこ 、作曲: 都志見隆 、編曲: 川村栄二
8. Still my life　
  - 作詞: 吉田勝一 、作曲: 小林明子 、編曲: 大谷幸
9. Easter parade　
  - 作詞: 沢村淳子 、作曲・編曲: 沢村拓
10. Deep River　
  - 作詞: 有馬三恵子 、作曲: 筒美京平 、編曲: 萩田光雄

### Cynthia Premium盤
1. 青空
2. 光る女
3. FINESSE
4. 帰らない夏
5. Beautiful day
6. Marry me
7. 愛をかさねて
8. Still my life
9. Easter parade
10. Deep River
11. ファンレター -SO GOOD SO NICE- （Remix version）　＜ボーナス・トラック＞
  - 作詞: 阿久悠 、作曲: 筒美京平 、編曲: 萩田光雄

29thシングル「青空」と両A面。NHK-BS イメージソング。
12. よろしく哀愁　〈ボーナス・トラック〉
  - 作詞: 安井かずみ 、作曲: 筒美京平 、編曲: 服部隆之

郷ひろみが歌った「よろしく哀愁」（1974年のヒット曲）のシンシア・バージョン。
KDD（当時）のCMソング。シンシア名義では、唯一のカヴァー曲になる。

## 関連作品

### オリジナル盤
- 青空
  - 29thシングル「青空／ファンレター -SO GOOD SO NICE- （Remix version）#収録作品」を参照。
- 光る女
  - 30thシングル「約束#収録作品」を参照。

### Cynthia Premium盤
- ファンレター -SO GOOD SO NICE- （Remix version）
  - 29thシングル「青空／ファンレター -SO GOOD SO NICE- （Remix version）#収録作品」を参照。
- よろしく哀愁
  - 31stシングル「よろしく哀愁」を参照。

## 発売履歴
- 1992年06月21日 - CD
- 2006年06月14日 - CD （紙ジャケット・高音質マスターサウンド）
  - 35周年CD-BOX『Cynthia Premium』の1枚。個別販売はない。